# Mario Testino
Mario Testino, OBE (Lima, 30 de outubro de 1954) é um fotógrafo de moda peruano, baseado em Londres. Internacionalmente famoso por suas propagandas de anúncio e imagens de moda imaginativas e ousadas.

## Biografia
Mario Testino nasceu em uma família de classe média alta. Seu pai tinha ascendência italiana e sua mãe, irlandesa. Ele foi educado no "Colegio Santa Maria" em Lima. Subseqüentemente, estudou Economia na Universidade do Pacífico, Direito na Pontifícia Universidade Católica do Peru e Relações Internacionais na Universidade de San Diego, Califórnia, Estados Unidos.
Em 1976 Testino mudou-se para Londres, Inglaterra, morando em um apartamento dentro de um hospital abandonado perto da Trafalgar Square, onde ele treinou fotografia. Sua carreira na moda teve um começo humilde, vendendo portfólios para mulheres que sonhavam tornar-se modelos, por £25 libras esterlinas, incluindo cabelo e maquiagem.
Em 2009 lançou o livro "Mario de Janeiro Testino" com várias fotos da cidade do Rio de Janeiro e personalidades brasileiras. Alguns destaques do livro ficam por conta da nudez de Fernanda Lima, do casal Cauã Reymond e Grazi Massafera, Rômulo Arantes Neto, Rodrigo Hilbert e Alinne Moraes.
Em abril de 2012, o fotógrafo disponibilizou seu acervo completo na internet.
Em 12 de julho de 2012, o fotógrafo inaugurou a organização não-governamental MATE, Asociación Mario Testino, com objetivo de promover e celebrar a arte peruana. Para sediar a entidade, foi restaurado um prédio de arquitetura republicana do Século XIX, no distrito de Barranco, região histórica da província de Lima, conhecido por abrigar intelectuais, escritores e artistas.

## Livros
- Any Objections?, Phaidon Inc Ltd, 1998. ISBN 0-7148-3816-0.
- Front Row Back Stage, Bulfinch Press, 1999. ISBN 0-8212-2632-0.
- Alive (with Gwyneth Paltrow), Bulfinch Press, 2001. ISBN 0-8212-2736-X.
- Mario Testino: Portraits, Bulfinch Press, 2002. ISBN 0-8212-2761-0.
- Kids, Scriptum Editions, 2003. ISBN 1-902686-34-9.
- Visionaire No. 46: Uncensored, Visionaire Publishing, 2005. ISBN 1-888645-54-7.
- Let me in, Taschen, 2007.
- Lima, Peru, Damiani, 2007. ISBN 8-88943192-X. (editado por Mario Testino)
- Mario de Janeiro Testino, Taschen, 2009. ISBN 978-3-8365-1909-0